# Сезон ФК «Мілан» 2015—2016
Сезон ФК «Мілан» 2015—2016 — 119-ий сезон в історії та 82-ий сезон футбольного клубу «Мілан» в італійській Серії А.

## Хронологія сезону

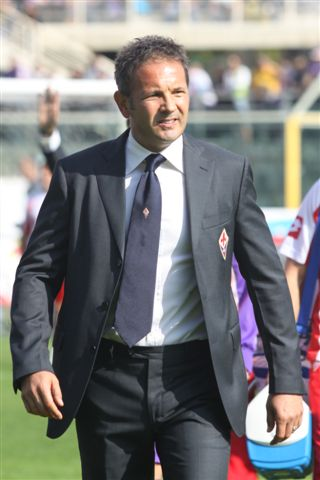
Синиша Михайлович очолював команду до 12 квітня 2016 року

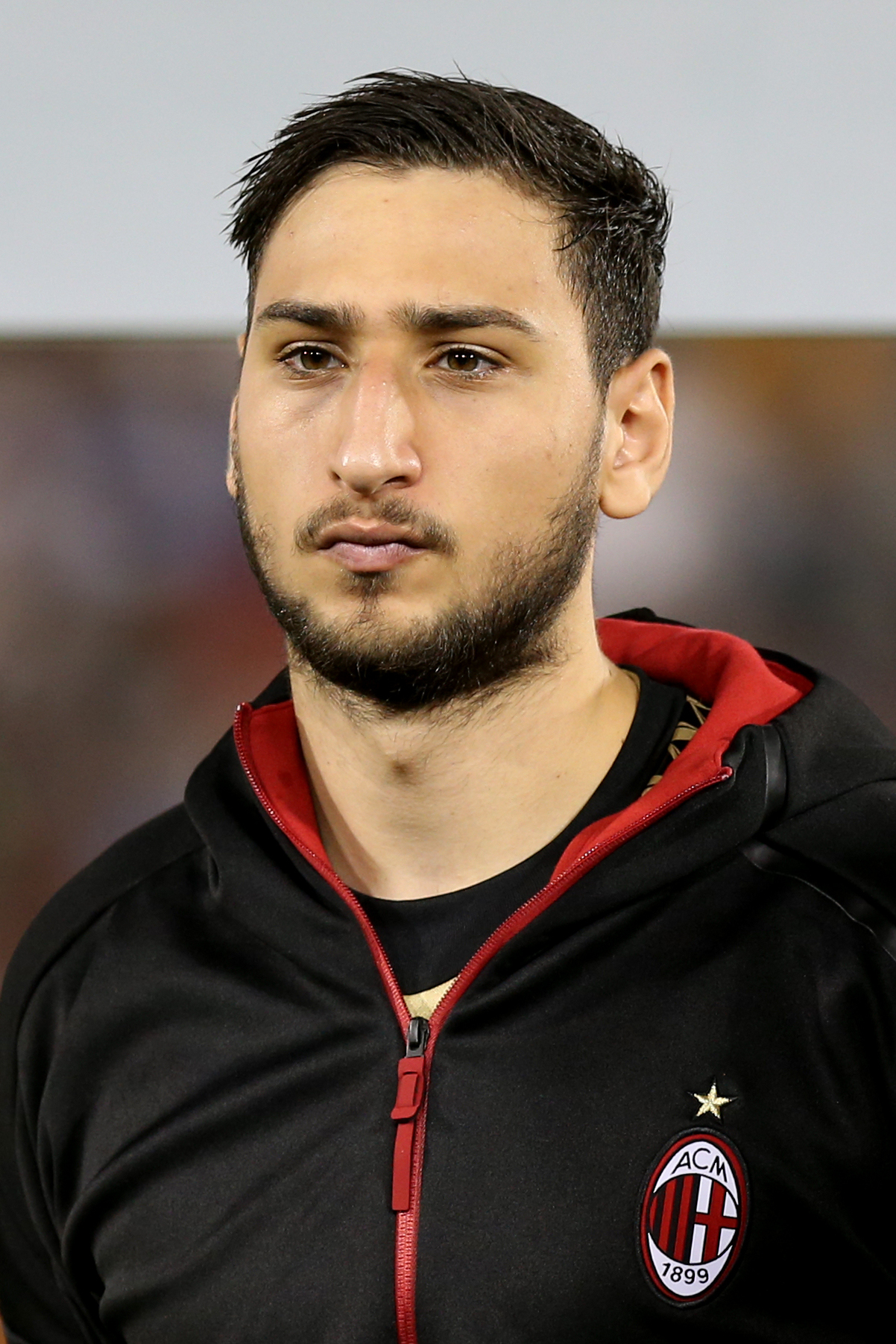
Вихованець клубу, Джанлуїджі Доннарумма, у 17 років став основним воротарем команди

Після провального сезону керівництво клубу вирішило зробити великі інвестиції у нових гравців. Нападник Карлос Бакка прийшов за €30 млн, півзахисник Андреа Бертолаччі за €20 млн, а захисник Алессіо Романьйолі за €25 млн. Лінію нападу також підсилив Луїс Адріану та Маріо Балотеллі, який після невдалого сезону в «Ліверпулі» повернувся на правах оренди. Ветеран команди Даніеле Бонера залишив команду. Досвідчені Саллі Мунтарі, Майкл Ессьєн, Крістіан Дзаккардо, Джампаоло Паццині та Робінью також покинули клуб. Новим тренером став серб Синиша Михайлович, з яким було підписано контракт на два роки. До цього він мав досвід роботи в інших клубах Серії А («Сампдорія», «Фіорентіна», «Катанія», «Болонья»).
Початок сезону склався важко. У першому турі поступипилися «Фіорентіні» (0:2). Після перемоги над «Емполі» (2:1), програли у дербі «Інтернаціонале» (0:1).
У конкурентних матчах із «Палермо» та «Удінезе» зуміли здобути важку перемогу 3:2. Потім неочікувано поступилися «Дженоа» (0:1) та зазнали розгромної домашньої поразки від «Наполі» (0:4), опустившись на одинадцяте місце. У подальшому команді вдалося покращити результати. До кінця календарного року здобули п'ять перемог («Сассуоло» (2:1), «К'єво» (1:0), «Лаціо» (3:1), «Сампдорія» (4:1), «Фрозіноне» (4:2)), чотири рази зіграли внічию («Торіно» (0:0), «Аталанта» (0:0), «Карпі» (0:0), «Верона» (1:1)) та поступилися «Ювентусу» (0:1). Перед зимовою перервою посідали шосте місце.
Взимку в клуб повернувся Кевін-Прінс Боатенг, гравець який став чемпіоном у 2011 році. Найджел де Йонг після трьох сезонів за «россонері» поїхав грати в MSL.
Після відновлення чемпіонату «Мілан» поворив свою осінню серію: в десяти матчах здобули п'ять перемог («Фіорентіна» (2:0), «Інтернаціонале» (3:0), «Палермо» (2:0), «Дженоа» (2:1) та «Торіно» (1:0)), чотири рази зіграли внічию («Рома» (1:1), «Емполі» (2:2), «Удінезе» (1:1), «Наполі» (1:1)) та поступилися «Болоньї» 0:1. У березні та на початку квітня у команді відбулася криза результатів: поразки від «Сассуоло» (2:0), «Аталанти» (1:2) та «Ювентуса» (1:2), а також нічиї з «К'єво» (0:0), «Лаціо» (1:1). 12 квітня керівництво клубу звільнило Михайловича та призначило Крістіана Броккі виконувачем обов'язків. Зміна тренера не допомогла стабілізувати результати. До кінця чемпіонату «Мілан» мінімально переміг «Сампдорію» (1:0) та «Болонью» (1:0), зіграв внічию з «Карпі» (0:0) та «Фрозіноне» (3:3), поступився «Вероні» (1:2) та «Рома» (1:3). Як наслідок клуб опустився на сьоме місце та не кваліфікувався у єврокубки.
«Россонері» мали шанси кваліфікуватися у груповий етап Ліги Європи через Кубок Італії. Розіграш турніру складався для команди вдало. Вони пройшли «Перуджу» (2:0), «Кротоне» (3:1), «Сампдорію» (1:0),  «Карпі» (2:1) та Алессандрію (1:0 і 5:0), вийшовши у фінал турніру вперше з 2003 року. У вирішальному матчі зустрілися із «Ювентусом». Основний час закінчився із рахунком 0:0, але у додатковому часі «Мілан» пропустив, зазнавши підсумкової поразки 0:1.

## Склад команди
| #            | Гравець               | Позиція      | Дата народження (вік)            | Початок контракту | Кінець контракту | Попередній клуб | Ціна трансферу | Примітки | Матчі    | Голи     |
| Воротарі     | Воротарі              | Воротарі     | Воротарі                         | Воротарі          | Воротарі         | Воротарі        | Воротарі       | Воротарі | Воротарі | Воротарі |
| ------------ | --------------------- | ------------ | -------------------------------- | ----------------- | ---------------- | --------------- | -------------- | -------- | -------- | -------- |
| 1            | Дієго Лопес           | ВР           | 3 листопада 1981 (вік 34 роки)   | 2014              | 2018             | Реал Мадрид     | Безкоштовно    |          | 37       | -56      |
| 32           | Крістіан Абб'яті      | ВР           | 8 липня 1977 (вік 38 років)      | 1998              | 2016             | Монца           | €750,000       |          | 380      | -375     |
| 99           | Джанлуїджі Доннарумма | ВР           | 25 лютого 1999 (вік 17 років)    | 2015              | 2018             | Мілан Прімавера | Безкоштовно    | Академія | 31       | -30      |
| Захисники    |                       |              |                                  |                   |                  |                 |                |          |          |          |
| 2            | Маттіа Де Шильйо      | ПЗ / ЛЗ / ЦП | 20 жовтня 1992 (вік 23 роки)     | 2011              | 2018             | Мілан Прімавера | Безкоштовно    | Академія | 106      | 0        |
| 5            | Філіпп Мексес         | ЦЗ           | 30 травня 1982 (вік 33 роки)     | 2011              | 2016             | Рома            | Безкоштовно    |          | 114      | 7        |
| 13           | Алессіо Романьйолі    | ЦЗ / ЛЗ      | 12 січня 1995 (вік 21 рік)       | 2015              | 2020             | Рома            | €25,000,000    |          | 40       | 1        |
| 15           | Родріго Елі           | ЦЗ           | 3 листопада 1993 (вік 22 роки)   | 2015              | 2019             | Авеліно         | Безкоштовно    | Академія | 4        | 0        |
| 17           | Крістіан Сапата       | ЦЗ / ПЗ      | 30 вересня 1986 (вік 29 років)   | 2012              | 2016             | Вільярреал      | €6,000,000     |          | 92       | 3        |
| 20           | Іньяціо Абате         | ПЗ / ЦЗ      | 12 листопада 1986 (вік 29 років) | 2009              | 2019             | Торіно          | €2,800,000     | Академія | 229      | 2        |
| 25           | Стефан Сімич          | ЦЗ           | 20 січня 1995 (вік 21 рік)       | 2015              | 2018             | Мілан Прімавера | Безкоштовно    | Академія | 0        | 0        |
| 31           | Лука Антонеллі        | ЛЗ           | 11 лютого 1987 (вік 29 років)    | 2015              | 2019             | Дженоа          | €4,500,000     | Академія | 47       | 4        |
| 33           | Алекс                 | ЦЗ           | 17 червня 1982 (вік 33 роки)     | 2014              | 2016             | Парі Сен-Жермен | Безкоштовно    |          | 43       | 3        |
| 96           | Давіде Калабрія       | ПЗ / ЛЗ / ЦП | 6 грудня 1996 (вік 19 років)     | 2015              | 2020             | Мілан Прімавера | Безкоштовно    | Академія | 9        | 0        |
| Півзахисники |                       |              |                                  |                   |                  |                 |                |          |          |          |
| 4            | Хосе Маурі            | ОП / ЦП      | 16 травня 1996 (вік 19 років)    | 2015              | 2019             | Парма           | Безкоштовно    |          | 10       | 0        |
| 10           | Кейсуке Хонда         | ПВ           | 13 червня 1986 (вік 29 років)    | 2014              | 2017             | ЦСКА            | Безкоштовно    |          | 83       | 10       |
| 16           | Андреа Полі           | ЦП           | 29 вересня 1989 (вік 26 років)   | 2013              | 2018             | Сампдорія       | €9,700,000     |          | 96       | 3        |
| 18           | Ріккардо Монтоліво    | ОП / ЦП      | 18 січня 1985 (вік 31 рік)       | 2012              | 2016             | Фіорентіна      | Безкоштовно    |          | 96       | 7        |
| 27           | Юрай Куцка            | ЦП           | 26 лютого 1987 (вік 29 років)    | 2015              | 2019             | Дженоа          | 3,000,000      |          | 34       | 1        |
| 28           | Джакомо Бонавентура   | ЦП / ЛВ      | 22 серпня 1989 (вік 26 років)    | 2014              | 2019             | Аталанта        | €7,000,000     |          | 73       | 14       |
| 72           | Кевін-Прінс Боатенг   | ПВ           | 6 березня 1987 (вік 29 років)    | 2016              | 2016             | Шальке 04       | Безкоштовно    |          | 114      | 18       |
| 73           | Мануель Локателлі     | ОП / ЦП      | 8 січня 1998 (вік 18 років)      | 2016              | 2020             | Мілан Прімавера | Безкоштовно    | Академія | 2        | 0        |
| 91           | Андреа Бертолаччі     | ЦП           | 11 січня 1991 (вік 25 років)     | 2015              | 2019             | Рома            | €20,000,000    |          | 30       | 1        |
| Нападники    |                       |              |                                  |                   |                  |                 |                |          |          |          |
| 7            | Жеремі Менез          | ВН / ЦАП     | 7 травня 1987 (вік 29 років)     | 2014              | 2017             | Парі Сен-Жермен | Безкоштовно    |          | 46       | 20       |
| 9            | Луїс Адріану          | ЦН           | 12 квітня 1987 (вік 29 років)    | 2015              | 2020             | Шахтар          | €8,000,000     |          | 29       | 6        |
| 19           | Мбай Ньянг            | ЦН / ВН      | 19 грудня 1994 (вік 21 рік)      | 2012              | 2019             | Кан             | €3,000,000     |          | 59       | 9        |
| 45           | Маріо Балотеллі       | ЦН           | 12 серпня 1990 (вік 25 років)    | 2015              | 2016             | Ліверпуль       | Безкоштовно    | Оренда   | 77       | 33       |
| 70           | Карлос Бакка          | ЦН           | 8 вересня 1986 (вік 29 років)    | 2015              | 2019             | Севілья         | €30,000,000    |          | 43       | 20       |

## Трансфери

### Літнє трансферне вікно

#### Прийшли
| Дата                            | Поз.                 | #                    | Гравець               | Попередній клуб      | Ціна                 | Примітки                               | Джерела              |
| Повноцінні трансфери            | Повноцінні трансфери | Повноцінні трансфери | Повноцінні трансфери  | Повноцінні трансфери | Повноцінні трансфери | Повноцінні трансфери                   | Повноцінні трансфери |
| ------------------------------- | -------------------- | -------------------- | --------------------- | -------------------- | -------------------- | -------------------------------------- | -------------------- |
| 9 червня 2015                   | ЗХ                   | 15                   | Родріго Елі           | Авеліно              | Безкоштовно          |                                        | [ 6 ]                |
| 25 червня 2015                  | ПЗ                   |                      | Сімоне Верді          | Торіно               | €450,000             | Спільні права                          |                      |
| 29 червня 2015                  | ПЗ                   | 91                   | Андреа Бертолаччі     | Рома                 | €20,000,000          |                                        | [ 7 ]                |
| 29 червня 2015                  | ПЗ                   |                      | Матео Пессіна         | Монца                | €20,000              |                                        | [ 8 ] [ 9 ]          |
| 2 липня 2015                    | НП                   | 9                    | Луїс Адріану          | Шахтар               | €8,000,000           |                                        | [ 10 ] [ 11 ] [ 12 ] |
| 2 липня 2015                    | НП                   | 70                   | Карлос Бакка          | Севілья              | €30,000,000          |                                        | [ 13 ]               |
| 3 липня 2015                    | ВР                   | 99                   | Джанлуїджі Доннарумма | Мілан Прімавера      | Безкоштовно          | Повноцінний контракт з першою командою | [ 14 ]               |
| 6 липня 2015                    | ПЗ                   | 4                    | Хосе Маурі            | Парма                | Безкоштовно          |                                        | [ 15 ]               |
| 8 липня 2015                    | ПЗ                   |                      | Хуан Маурі            | Тіро Федерал         | Безкоштовно          |                                        | [ 16 ]               |
| 15 липня 2015                   | ЗХ                   | 96                   | Давіде Калабрія       | Мілан Прімавера      | Безкоштовно          | Повноцінний контракт з першою командою | [ 17 ] [ 18 ]        |
| 10 серпня 2015                  | ЗХ                   | 13                   | Алессіо Романьйолі    | Рома                 | €25,000,000          |                                        |                      |
| 28 серпня 2015                  | ПЗ                   | 27                   | Юрай Куцка            | Дженоа               | €3,000,000           |                                        | [ 19 ] [ 20 ]        |
| Гравці, що прийшли в оренду     |                      |                      |                       |                      |                      |                                        |                      |
| 27 серпня 2016                  | НП                   | 45                   | Маріо Балотеллі       | Ліверпуль            | Безкоштовно          |                                        | [ 21 ]               |
| Гравці, що повернулися з оренди |                      |                      |                       |                      |                      |                                        |                      |
| 1 липня 2015                    | ЗХ                   | 25                   | Стефан Сімич          | Варезе               | Безкоштовно          |                                        |                      |
| 1 липня 2015                    | ПЗ                   |                      | Марко Бортолі         | Мессіна              | Безкоштовно          |                                        |                      |
| 1 липня 2015                    | ПЗ                   |                      | Едмунд Хоттор         | Венеція              | Безкоштовно          |                                        |                      |
| 1 липня 2015                    | ПЗ                   |                      | Антоніо Ночеріно      | Парма                | Безкоштовно          |                                        |                      |
| 1 липня 2015                    | НП                   | 19                   | Мбай Ньянг            | Дженоа               | Безкоштовно          |                                        |                      |
| 31 серпня 2015                  | НП                   |                      | Ннамді Одуамаді       | Шанлиурфаспор        | Безкоштовно          | Дострокове закінчення оренди           | [ 22 ]               |

#### Пішли
| Дата                              | Поз.                 | #                    | Гравець                  | Наступний клуб       | Ціна                 | Примітки                                               | Джерела              |
| Повноцінні трансфери              | Повноцінні трансфери | Повноцінні трансфери | Повноцінні трансфери     | Повноцінні трансфери | Повноцінні трансфери | Повноцінні трансфери                                   | Повноцінні трансфери |
| --------------------------------- | -------------------- | -------------------- | ------------------------ | -------------------- | -------------------- | ------------------------------------------------------ | -------------------- |
| 13 травня 2015                    | НП                   | 7                    | Робінью                  | Гуанчжоу             | Безкоштовно          | Після повернення з попередньої оренди                  | [ 23 ]               |
| 14 травня 2015                    | ПЗ                   |                      | Ріккардо Сапонара        | Емполі               | €4,000,000           | Викуп після попередньої оренди                         | [ 24 ]               |
| 2 червня 2015                     | ПЗ                   | 15                   | Майкл Ессьєн             | Панатінаїкос         | Безкоштовно          | Вільний агент                                          | [ 25 ]               |
| 24 червня 2015                    | ПЗ                   |                      | Марко Фоссаті            | Кальярі              | Безкоштовно          | Після повернення з попередньої оренди                  | [ 26 ]               |
| 26 червня 2015                    | ПЗ                   |                      | Маріо Пічіноккі          | Віченца              | Безкоштовно          | Перехід зі складу Мілан Прімавери                      | [ 27 ]               |
| 30 червня 2015                    | ПЗ                   | 4                    | Саллі Мунтарі            | Аль-Іттіхад          | Безкоштовно          |                                                        | [ 28 ] [ 29 ]        |
| 1 липня 2015                      | ВР                   |                      | Едоардо Паццальї         | Без клубу            | Безкоштовно          | Вільним агентом, після повернення з попередньої оренди | [ 30 ]               |
| 1 липня 2015                      | ЗХ                   | 25                   | Даніеле Бонера           | Вільярреал           | Безкоштовно          | Вільний агент                                          | [ 31 ]               |
| 1 липня 2015                      | ЗХ                   |                      | Крістіан Дамінуце        | Захо                 | Безкоштовно          | Вільним агентом, після повернення з попередньої оренди | [ 32 ]               |
| 1 липня 2015                      | ЗХ                   | 13                   | Аділь Рамі               | Севілья              | €3,500,000           |                                                        |                      |
| 1 липня 2015                      | ЗХ                   |                      | Дідак Віла               | АЕК                  | Безкоштовно          | Після повернення з попередньої оренди                  | [ 33 ]               |
| 1 липня 2015                      | ПЗ                   |                      | Аттіла Філкор            | Уйпешт               | Безкоштовно          | Вільним агентом, після повернення з попередньої оренди | [ 34 ]               |
| 1 липня 2015                      | ПЗ                   |                      | Пеле                     | Бенфіка              | Безкоштовно          | Вільним агентом, після повернення з попередньої оренди | [ 35 ]               |
| 1 липня 2015                      | НП                   |                      | Езекьєль Генті           | Олімпія              | €150,000             |                                                        | [ 36 ]               |
| 1 липня 2015                      | НП                   | 11                   | Джампаоло Паццині        | Верона               | Безкоштовно          | Вільний агент                                          |                      |
| 2 липня 2015                      | ПЗ                   | 14                   | Вальтер Бірса            | К'єво                | €1,500,000           |                                                        | [ 37 ] [ 38 ]        |
| 11 липня 2015                     | ПЗ                   |                      | Марко Пінато             | Віченца              | Не оголошено         | Після повернення з попередньої оренди                  | [ 39 ]               |
| 16 липня 2015                     | ЗХ                   |                      | Маркус Дініз             | Падова               | Безкоштовно          | Після повернення з попередньої оренди                  | [ 40 ]               |
| 30 липня 2015                     | ЗХ                   |                      | Мікеланджело Альбертацці | Верона               | Не оголошено         |                                                        | [ 41 ]               |
| 6 серпня 2015                     | ЗХ                   |                      | Крістіан Тамаш           | Спеція               | Не оголошено         | Після повернення з попередньої оренди                  | [ 42 ]               |
| 28 серпня 2015                    | ВР                   |                      | Стефано Горі             | Барі                 | Не оголошено         |                                                        | [ 30 ]               |
| 28 серпня 2015                    | НП                   |                      | Мікаель Фаббро           | Бассано              | Не оголошено         |                                                        | [ 43 ]               |
| 31 серпня 2015                    | ЗХ                   | 81                   | Крістіан Дзаккардо       | Карпі                | Безкоштовно          |                                                        | [ 44 ]               |
| 31 серпня 2015                    | ПЗ                   |                      | Жан Бенедічич            | Комо                 | Не оголошено         | Після повернення з попередньої оренди                  | [ 45 ]               |
| 1 вересня 2015                    | ВР                   |                      | Давіде Нардуццо          | Без клубу            | Безкоштовно          | Після повернення з попередньої оренди                  | [ 46 ]               |
| 1 вересня 2015                    | НП                   |                      | Алессіо Інноченті        | Мелфі                | Не оголошено         | Після повернення з попередньої оренди                  | [ 47 ]               |
| 1 вересня 2015                    | ЗХ                   |                      | Джохад Ферретті          | Без клубу            | Безкоштовно          | Після повернення з попередньої оренди                  | [ 48 ]               |
| Гравці, що пішли в оренду         |                      |                      |                          |                      |                      |                                                        |                      |
| 23 червня 2015                    | НП                   |                      | Джанмаріо Комі           | Ліворно              | Безкоштовно          | Після повернення з попередньої оренди                  | [ 49 ]               |
| 13 липня 2015                     | НП                   | 92                   | Стефан Ель-Шаараві       | Монако               | €2,000,000           | Оренда з опцією викупу за €14,000,000                  | [ 50 ] [ 51 ]        |
| 13 липня 2015                     | НП                   |                      | Джанмарко Дзігоні        | СПАЛ                 | Безкоштовно          | Продовження оренди                                     | [ 52 ]               |
| 14 липня 2015                     | ПЗ                   |                      | Алессандро Масталлі      | Лугано               | Безкоштовно          |                                                        | [ 53 ]               |
| 15 липня 2015                     | ВР                   |                      | Габріел                  | Наполі               | Безкоштовно          | Після повернення з попередньої оренди                  | [ 54 ]               |
| 21 липня 2015                     | НП                   |                      | Ннамді Одуамаді          | Шанлиурфаспор        | Безкоштовно          | Після повернення з попередньої оренди                  | [ 55 ]               |
| 30 липня 2015                     | НП                   |                      | Давіде Ді Мольфетта      | Беневенто            | Безкоштовно          |                                                        | [ 56 ]               |
| 31 липня 2015                     | НП                   |                      | Джакомо Беретта          | Про Верчеллі         | Безкоштовно          | Продовження оренди                                     | [ 57 ]               |
| 4 серпня 2015                     | ПЗ                   |                      | Андрей Модич             | Віченца              | Безкоштовно          |                                                        | [ 58 ]               |
| 10 серпня 2015                    | ПЗ                   |                      | Матео Пессіна            | Лечче                | Безкоштовно          |                                                        | [ 59 ]               |
| 16 серпня 2015                    | ПЗ                   |                      | Сімоне Верді             | Ейбар                | Безкоштовно          |                                                        | [ 60 ]               |
| 17 серпня 2015                    | ПЗ                   |                      | Хуан Маурі               | Акрагас              | Безкоштовно          |                                                        | [ 61 ]               |
| 25 серпня 2015                    | ЗХ                   |                      | Джерсон Вергара          | Ліворно              | Безкоштовно          | Після повернення з попередньої оренди                  | [ 62 ]               |
| 26 серпня 2015                    | ЗХ                   | 29                   | Габріель Палетта         | Аталанта             | Безкоштовно          |                                                        | [ 63 ]               |
| 30 серпня 2015                    | ВР                   |                      | Мікаель Агацці           | Мідлсбро             | Безкоштовно          | Оренда з правом викупу                                 | [ 64 ]               |
| 30 серпня 2015                    | НП                   |                      | Андреа Петанья           | Асколі               | Безкоштовно          | Після повернення з попередньої оренди                  | [ 65 ]               |
| 31 серпня 2015                    | НП                   |                      | Хашим Мастур             | Малага               | Безкоштовно          | Оренда на два роки з опцією викупу                     | [ 66 ]               |
| 31 серпня 2015                    | НП                   | 9                    | Алессандро Матрі         | Лаціо                | Безкоштовно          | Після повернення з попередньої оренди                  | [ 67 ]               |
| 31 серпня 2015                    | НП                   |                      | Фавор Аніекан            | Крка                 | Безкоштовно          | Продовження оренди                                     | [ 68 ]               |
| 31 серпня 2015                    | НП                   |                      | Маттео Кінеллато         | Кунео                | Безкоштовно          | Після повернення з попередньої оренди                  | [ 69 ]               |
| Гравці, у яких завершилася оренда |                      |                      |                          |                      |                      |                                                        |                      |
| 1 липня 2015                      | ЗХ                   | 19                   | Сальваторе Боккетті      | Спартак              | Безкоштовно          |                                                        |                      |
| 1 липня 2015                      | ПЗ                   | 21                   | Марко ван Гінкел         | Челсі                | Безкоштовно          |                                                        |                      |
| 1 липня 2015                      | НП                   | 9                    | Маттія Дестро            | Рома                 | Безкоштовно          |                                                        |                      |

### Зимове трансферне вікно

#### Прийшли
| Дата                            | Поз.                 | #                    | Гравець              | Попередній клуб      | Ціна                 | Примітки                               | Джерела              |
| Повноцінні трансфери            | Повноцінні трансфери | Повноцінні трансфери | Повноцінні трансфери | Повноцінні трансфери | Повноцінні трансфери | Повноцінні трансфери                   | Повноцінні трансфери |
| ------------------------------- | -------------------- | -------------------- | -------------------- | -------------------- | -------------------- | -------------------------------------- | -------------------- |
| 9 грудня 2015                   | ЗХ                   | 72                   | Кевін-Прінс Боатенг  | Без клубу            | Безкоштовно          |                                        | [ 70 ] [ 71 ]        |
| 1 лютого 2016                   | ЗХ                   | 73                   | Мануель Локателлі    | Мілан Прімавера      | Безкоштовно          | Повноцінний контракт з першою командою |                      |
| Гравці, що повернулися з оренди |                      |                      |                      |                      |                      |                                        |                      |
| 1 січня 2016                    | ПЗ                   |                      | Алессандро Масталлі  | Лугано               | Безкоштовно          | Перехід до складу Мілан Прімавери      | [ 72 ]               |

#### Пішли
| Дата                              | Поз.                 | #                    | Гравець              | Наступний клуб       | Ціна                 | Примітки                              | Джерела              |
| Повноцінні трансфери              | Повноцінні трансфери | Повноцінні трансфери | Повноцінні трансфери | Повноцінні трансфери | Повноцінні трансфери | Повноцінні трансфери                  | Повноцінні трансфери |
| --------------------------------- | -------------------- | -------------------- | -------------------- | -------------------- | -------------------- | ------------------------------------- | -------------------- |
| 7 січня 2016                      | ЗХ                   |                      | Іван Ронданіні       | Савона               | Безкоштовно          | Перехід зі складу Мілан Прімавери     | [ 73 ]               |
| 25 січня 2016                     | НП                   |                      | Андреа Петанья       | Аталанта             | €1,000,000           | Після повернення з попередньої оренди | [ 74 ]               |
| 31 січня 2016                     | ПЗ                   | 34                   | Найджел де Йонг      | Лос-Анджелес Гелаксі | Безкоштовно          | Вільний агент                         | [ 75 ]               |
| 1 лютого 2016                     | ПЗ                   |                      | Едмунд Хоттор        | Інтернаціонале       | Безкоштовно          | Вільний агент                         | [ 76 ]               |
| 16 лютого 2016                    | ПЗ                   |                      | Антоніо Ночеріно     | Орландо Сіті         | Безкоштовно          | Вільний агент                         | [ 77 ]               |
| Гравці, що пішли в оренду         |                      |                      |                      |                      |                      |                                       |                      |
| 27 грудня 2015                    | НП                   | 8                    | Сусо                 | Дженоа               | Безкоштовно          |                                       | [ 70 ] [ 78 ]        |
| 19 січня 2016                     | ПЗ                   |                      | Матео Пессіна        | Катанія              | Безкоштовно          | Після повернення з попередньої оренди | [ 79 ]               |
| 26 січня 2016                     | НП                   | 92                   | Стефан Ель-Шаараві   | Рома                 | €1,400,000           | Після повернення з попередньої оренди | [ 80 ]               |
| 29 січня 2016                     | НП                   |                      | Давіде Ді Мольфетта  | Ріміні               | Безкоштовно          | Після повернення з попередньої оренди | [ 81 ]               |
| 1 лютого 2016                     | ПЗ                   |                      | Сімоне Верді         | Карпі                | Безкоштовно          | Після повернення з попередньої оренди | [ 82 ]               |
| 1 лютого 2016                     | ЗХ                   |                      | Джорджіо Альтаре     | Віртус Бергамо       | Безкоштовно          | Перехід зі складу Мілан Прімавери     | [ 83 ]               |
| 22 березня 2016                   | НП                   |                      | Ннамді Одуамаді      | ГІК                  | Безкоштовно          |                                       | [ 77 ]               |
| Гравці, у яких завершилася оренда |                      |                      |                      |                      |                      |                                       |                      |
| 22 січня 2016                     | ПЗ                   | 22                   | Алессіо Черчі        | Атлетіко             | Безкоштовно          |                                       | [ 84 ]               |

## Сезон

### Серія А

#### Турнірна таблиця
| Поз | Команда        | І  | В  | Н  | П  | ГЗ | ГП | РГ  | О  | Кваліфікація або пониження                    |
| --- | -------------- | -- | -- | -- | -- | -- | -- | --- | -- | --------------------------------------------- |
| 1   | Ювентус        | 38 | 29 | 4  | 5  | 75 | 20 | +55 | 91 | Груповий етап Ліги чемпіонів УЄФА             |
| 2   | Наполі         | 38 | 25 | 7  | 6  | 80 | 32 | +48 | 82 | Груповий етап Ліги чемпіонів УЄФА             |
| 3   | Рома           | 38 | 23 | 11 | 4  | 83 | 41 | +42 | 80 | Плей-оф кваліфікації Ліги чемпіонів УЄФА      |
| 4   | Інтернаціонале | 38 | 20 | 7  | 11 | 50 | 38 | +12 | 67 | Груповий етап Ліги Європи УЄФА                |
| 5   | Фіорентіна     | 38 | 18 | 10 | 10 | 60 | 42 | +18 | 64 | Груповий етап Ліги Європи УЄФА                |
| 6   | Сассуоло       | 38 | 16 | 13 | 9  | 49 | 40 | +9  | 61 | Третій кваліфікаційний раунд Ліги Європи УЄФА |
| 7   | Мілан          | 38 | 15 | 12 | 11 | 49 | 43 | +6  | 57 |                                               |
| 8   | Лаціо          | 38 | 15 | 9  | 14 | 52 | 52 | 0   | 54 |                                               |

#### Статистика матчів
| Загалом | Загалом | Загалом | Загалом | Загалом | Загалом | Загалом | Загалом | Вдома | Вдома | Вдома | Вдома | Вдома | Вдома | На виїзді | На виїзді | На виїзді | На виїзді | На виїзді | На виїзді |
| І       | В       | Н       | П       | ГЗ      | ГП      | РГ      | О       | В     | Н     | П     | ГЗ    | ГП    | РГ    | В         | Н         | П         | ГЗ        | ГП        | РГ        |
| ------- | ------- | ------- | ------- | ------- | ------- | ------- | ------- | ----- | ----- | ----- | ----- | ----- | ----- | --------- | --------- | --------- | --------- | --------- | --------- |
| 38      | 15      | 12      | 11      | 49      | 43      | +6      | 57      | 9     | 6     | 4     | 28    | 22    | +6    | 6         | 6         | 7         | 21        | 21        | 0         |

Останнє оновлення: 14 травня 2015.

Джерело: Результати матчів

#### Підсумки за туром
| Тур       | 1  | 2  | 3  | 4 | 5 | 6  | 7  | 8  | 9  | 10 | 11 | 12 | 13 | 14 | 15 | 16 | 17 | 18 | 19 | 20 | 21 | 22 | 23 | 24 | 25 | 26 | 27 | 28 | 29 | 30 | 31 | 32 | 33 | 34 | 35 | 36 | 37 | 38 |
| --------- | -- | -- | -- | - | - | -- | -- | -- | -- | -- | -- | -- | -- | -- | -- | -- | -- | -- | -- | -- | -- | -- | -- | -- | -- | -- | -- | -- | -- | -- | -- | -- | -- | -- | -- | -- | -- | -- |
| Поле      | Г  | Д  | Г  | Д | Г | Г  | Д  | Г  | Д  | Д  | Г  | Д  | Г  | Д  | Г  | Д  | Г  | Д  | Г  | Д  | Г  | Д  | Г  | Д  | Д  | Г  | Д  | Г  | Г  | Д  | Г  | Д  | Г  | Д  | Г  | Д  | Г  | Д  |
| Результат | П  | В  | П  | В | В | П  | П  | Н  | В  | В  | В  | Н  | П  | В  | Н  | Н  | В  | П  | Н  | В  | Н  | В  | В  | Н  | В  | Н  | В  | П  | Н  | Н  | П  | П  | В  | Н  | П  | Н  | В  | П  |
| Місце     | 19 | 12 | 12 | 9 | 7 | 11 | 11 | 11 | 10 | 8  | 6  | 6  | 7  | 7  | 8  | 7  | 6  | 7  | 8  | 6  | 6  | 6  | 6  | 6  | 6  | 6  | 6  | 6  | 6  | 6  | 6  | 6  | 6  | 6  | 6  | 7  | 7  | 7  |

#### Матчі
| 1 тур 23.08.2015 | «Фіорентіна»                                                  | 2 — 0    | «Мілан»                                    | Флоренція                                                             |  |
| 20:45 CEST       | Ронкалья 31' Алонсо 38' Іличич 45' 56' (пен.) Бернардескі 59' | Протокол | Елі 9', 36' Бонавентура 37' Романьйолі 55' | Стадіон: «Стадіо Луїджі Ферраріс» Глядачі: 33,904 Суддя: Паоло Валері |  |

| 2 тур 29.08.2015 | «Мілан»               | 2 — 1    | «Емполі»                               | Мілан                                                       |  |
| 20:45 CEST       | Бакка 16' Адріану 69' | Протокол | Сапонара 20' Тонеллі 27' Маккароне 42' | Стадіон: «Сан-Сіро» Глядачі: 34,382 Суддя: П'єро Джакомеллі |  |

| 3 тур 13.09.2015 | «Інтернаціонале»              | 1 — 0    | «Мілан»                       | Мілан                                                     |  |
| 20:45 CEST       | Жезус 37' Гуарін 58' Мело 63' | Протокол | Абате 22' Хонда 42' Куцка 66' | Стадіон: «Сан-Сіро» Глядачі: 79,154 Суддя: Джанлука Роккі |  |

| 4 тур 19.09.2015 | «Мілан»                                      | 3 — 2    | «Палермо»                                    | Мілан                                                   |  |
| 20:45 CEST       | Бакка 21', 75' Бонавентура 40' Монтоліво 80' | Протокол | Гільємарк 32', 72' Лазаар 45+3' Гонсалес 66' | Стадіон: «Сан-Сіро» Глядачі: 33,689 Суддя: Кармін Руссо |  |

| 5 тур 22.09.2015 | «Удінезе»                                                                                        | 2 — 3    | «Мілан»                                                           | Удіне                                                          |  |
| 20:45 CET        | Піріс 31' Ітурра 39' Аг'єманг-Баду 51' Ваге 53' Д. Сапата 58' Фернандеш 59', 90+3' Маркіньйо 86' | Протокол | Балотеллі 5' 15' Бонавентура 11' Калабрія 18' К. Сапата 45+1' 71' | Стадіон: «Стадіо Фріулі» Глядачі: 16,500 Суддя: Даніеле Довері |  |

| 6 тур 27.09.2015 | «Дженоа»                                                | 1 — 0    | «Мілан»                                                                       | Генуя                                                                     |  |
| 12:30 CET        | Джемайлі 10' 67' Паволетті 58' Де Майо 61' Бурдіссо 89' | Протокол | Бонавентура 11' Романьйолі 18', 42' Калабрія 56' Адріану 83' Бертолаччі 90+1' | Стадіон: «Стадіо Луїджі Ферраріс» Глядачі: 21,294 Суддя: Паоло Тальявенто |  |

| 7 тур 04.10.2015 | «Мілан»                               | 0 — 4    | «Наполі»                                                 | Мілан                                                     |  |
| 20:45 CET        | Бонавентура 32' Антонеллі 64' Елі 66' | Протокол | Аллан 13' 14' Інсіньє 48', 68' Кальєхон 61' Елі 77' (аг) | Стадіон: «Сан-Сіро» Глядачі: 50,488 Суддя: Нікола Ріццолі |  |

| 8 тур 17.10.2015 | «Торіно»                           | 1 — 1    | «Мілан»                                                      | Турин                                                                    |  |
| 20:45 CET        | Базеллі 20' 73' Гацці 41' Бово 75' | Протокол | Куцка 13' Бонавентура 52' Бакка 63' Романьйолі 79' Лопес 88' | Стадіон: «Олімпійський стадіон» Глядачі: 25,477 Суддя: Андреа Джервазоні |  |

| 9 тур 25.10.2015 | «Мілан»                                | 2 — 1    | «Сассуоло»                                               | Мілан                                                     |  |
| 15:00 CEST       | Бакка 31' (пен.) Абате 33' Адріану 86' | Протокол | Консільї 30' Берарді 31' 53' Каннаваро 71' Міссіролі 87' | Стадіон: «Сан-Сіро» Глядачі: 37,568 Суддя: Джанлука Роккі |  |

| 10 тур 28.10.2015 | «Мілан»       | 1 — 0    | «К'єво»             | Мілан                                                           |  |
| 20:45 CET         | Антонеллі 53' | Протокол | Пінці 50' Цесар 58' | Стадіон: «Сан-Сіро» Глядачі: 25,517 Суддя: Джанпаоло Кальварезе |  |

| 11 тур 01.11.2015 | «Лаціо»                               | 1 — 3    | «Мілан»                                                            | Рим                                                              |  |
| 20:45 CET         | Баста 59' Кішна 85' Джентілетті 90+2' | Протокол | Бертолаччі 25' Мексес 53' Романьйолі 66' Бакка 79' Бонавентура 88' | Стадіон: «Стадіо Олімпіко» Глядачі: 28,020 Суддя: Антоніо Дамато |  |

| 12 тур 07.11.2015 | «Мілан»                                         | 0 — 0    | «Аталанта»                                     | Мілан                                                       |  |
| 20:45 CET         | Де Шильйо 24' Мексес 59' Калабрія 77' Бакка 84' | Протокол | Чигарині 42' Пінілья 48' Гомес 56' Кармона 89' | Стадіон: «Сан-Сіро» Глядачі: 33,192 Суддя: П'єро Джакомеллі |  |

| 13 тур 21.11.2015 | «Ювентус»                              | 1 — 0    | «Мілан»             | Турин                                                             |  |
| 20:45 CET         | Стураро 28' Ліхтштайнер 50' Дибала 65' | Протокол | Куцка 31' Алекс 53' | Стадіон: «Ювентус Стедіум» Глядачі: 40,841 Суддя: Паоло Мадзолені |  |

| 14 тур 28.11.2015 | «Мілан»                                                     | 4 — 1    | «Сампдорія»                                     | Мілан                                                     |  |
| 20:45 CET         | Бонавентура 16' Ньянг 38' (пен.), 49' Куцка 39' Адріану 79' | Протокол | Де Сільвестрі 37' Соріано 45+1' Едер 87' (пен.) | Стадіон: «Сан-Сіро» Глядачі: 32,368 Суддя: Даніеле Довері |  |

| 15 тур 06.12.2015 | «Карпі» | 0 — 0    | «Мілан»                  | Модена                                                                       |  |
| 20:45 CET         |         | Протокол | Алекс 14' Романьйолі 57' | Стадіон: «Стадіо Альберто Бралья» Глядачі: 12,150 Суддя: Массіміліано Ірраті |  |

| 16 тур 13.12.2015 | «Мілан»                                                   | 1 — 1    | «Верона»                                                                          | Мілан                                                   |  |
| 20:45 CET         | Бакка 52' де Йонг 56' Бонавентура 72' Абате 73' Куцка 86' | Протокол | Тоні 57' (пен.) Морас 60' Пізано 68' Вшолек 71' Йоніце 72' Маркес 82' Голліні 84' | Стадіон: «Сан-Сіро» Глядачі: 27,497 Суддя: Паоло Валері |  |

| 17 тур 20.12.2015 | «Фрозіноне»                                                                   | 2 — 4    | «Мілан»                                                                                 | Фрозіноне                                                 |  |
| 18:00 CET         | Чофані 19' 90+1' Тонев 45+1' Соддімо 55' Бланшар 62' Павлович 68' Діонізі 84' | Протокол | Ньянг 49' Абате 50' Бакка 55' Романьйолі 60' Алекс 77' Доннарумма 83' Бонавентура 90+3' | Стадіон: «Стадіо Матуза» Глядачі: 7,931 Суддя: Лука Банті |  |

| 18 тур 06.01.2016 | «Мілан»                                                                  | 0 — 1    | «Болонья»                                                                | Мілан                                                   |  |
| 15:00 CET         | Монтоліво 31' Де Шильйо 58' Абате 75' Мексес 85' Куцка 90' Адріану 90+2' | Протокол | Муньє 12' Діавара 21' Мазіна 38' Джаккеріні 82' Брігі 90+1' Дестро 90+3' | Стадіон: «Сан-Сіро» Глядачі: 31,381 Суддя: Давіде Масса |  |

| 19 тур 09.01.2016 | «Рома»                                           | 1 — 1    | «Мілан»                                             | Рим                                                              |  |
| 20:45 CET         | Рюдігер 4' Манолас 29' П'янич 34' Наїнгголан 88' | Протокол | Куцка 28' 50' Сапата 28' Адріану 42' Бертолаччі 87' | Стадіон: «Стадіо Олімпіко» Глядачі: 34,777 Суддя: Даніеле Орсато |  |

| 20 тур 17.01.2016 | «Мілан»                                 | 2 — 0    | «Фіорентіна»                                  | Мілан                                                     |  |
| 20:45 CET         | Бакка 4' 68' Бертолаччі 73' Боатенг 88' | Протокол | Суарес 31' Калинич 45' Весіно 59' Томович 67' | Стадіон: «Сан-Сіро» Глядачі: 28,374 Суддя: Даніеле Довері |  |

| 21 тур 23.01.2016 | «Емполі»                                            | 2 — 2    | «Мілан»                                                                         | Емполі                                                                 |  |
| 20:45 CET         | Зелінський 32' Барба 36' Сапонара 60' Маккароне 61' | Протокол | Бакка 8' Бонавентура 48' Хонда 59' Монтоліво 60' Балотеллі 82' Романьйолі 90+1' | Стадіон: «Стадіо Карло Кастеллані» Глядачі: 11,499 Суддя: Кармін Руссо |  |

| 22 тур 31.01.2016 | «Мілан»                                                   | 3 — 0    | «Інтернаціонале» | Мілан                                                     |  |
| 20:45 CET         | Алекс 35' 58' Куцка 65' Бакка 73' Ньянг 77' Балотеллі 80' | Протокол | Йоветич 45+1'    | Стадіон: «Сан-Сіро» Глядачі: 77,043 Суддя: Антоніо Дамато |  |

| 23 тур 03.02.2016 | «Палермо»                         | 0 — 2    | «Мілан»                    | Палермо                                                                |  |
| 20:45 CET         | Голданіга 43' Яяло 50' Васкес 74' | Протокол | Бакка 19' Ньянг 33' (пен.) | Стадіон: «Стадіо Ренцо Барбера» Глядачі: 17,605 Суддя: Паоло Мадзолені |  |

| 24 тур 07.02.2016 | «Мілан»                 | 1 — 1    | «Удінезе»                                           | Мілан                                                          |  |
| 15:00 CET         | Монтоліво 35' Ньянг 48' | Протокол | Армеро 17' Аг'єманг-Баду 27' Лоді 64' Еденілсон 76' | Стадіон: «Сан-Сіро» Глядачі: 27,656 Суддя: Массіміліано Ірраті |  |

| 25 тур 14.02.2016 | «Мілан»                             | 2 — 1    | «Дженоа»               | Мілан                                                           |  |
| 12:30 CET         | Бакка 5' Хонда 64' Романьйолі 90+2' | Протокол | Рігоні 67' Черчі 90+3' | Стадіон: «Сан-Сіро» Глядачі: 30,547 Суддя: Джанпаоло Кальварезе |  |

| 26 тур 22.02.2016 | «Наполі»    | 1 — 1    | «Мілан»                                      | Неаполь                                                |  |
| 21:00 CET         | Інсіньє 39' | Протокол | Бонавентура 44' Доннарумма 53' Монтоліво 66' | Стадіон: «Сан-Паоло» Глядачі: 54,758 Суддя: Лука Банті |  |

| 27 тур 27.02.2016 | «Мілан»                             | 1 — 0    | «Торіно» | Мілан                                                    |  |
| 20:45 CET         | Антонеллі 45' Абате 69' Боатенг 80' | Протокол | Глік 43' | Стадіон: «Сан-Сіро» Глядачі: 33,748 Суддя: Доменіко Челі |  |

| 28 тур 06.03.2016 | «Сассуоло»                                         | 2 — 0    | «Мілан»                       | Сассуоло                                                                               |  |
| 15:00 CET         | Берарді 5' Данкан 27' Дефрель 64', 77' Сансоне 72' | Протокол | Бонавентура 1' Бертолаччі 87' | Стадіон: «Стадіо Мапеі - Чітта дель Тріколоре» Глядачі: 17,697 Суддя: П'єро Джакомеллі |  |

| 29 тур 13.03.2016 | «К'єво»                                           | 0 — 0    | «Мілан»                             | Верона                                                                        |  |
| 12:30 CET         | Даінеллі 41' Кастро 60' Каччаторе 84' Гоббі 90+2' | Протокол | Менез 44' Бонавентура 85' Абате 86' | Стадіон: «Стадіо Маркантоніо Бентегоді» Глядачі: 15,000 Суддя: Антоніо Дамато |  |

| 30 тур 20.03.2016 | «Мілан»             | 1 — 1    | «Лаціо»                            | Мілан                                                       |  |
| 20:45 CET         | Бакка 15' Абате 76' | Протокол | Пароло 9' Лулич 61', 84' Білья 72' | Стадіон: «Сан-Сіро» Глядачі: 33,481 Суддя: Паоло Тальявенто |  |

| 31 тур 03.04.2016 | «Аталанта»                         | 2 — 1    | «Мілан»                                                     | Бергамо                                                                         |  |
| 15:00 CEST        | Пінілья 44' Чигарині 55' Гомес 63' | Протокол | Адріану 5' (пен.) Де Шильйо 31' Бертолаччі 45+2' Сапата 49' | Стадіон: «Стадіо Атлеті Адзуррі д'Італія» Глядачі: 18,652 Суддя: Джанлука Роккі |  |

| 32 тур 09.04.2016 | «Мілан»                                             | 1 — 2    | «Ювентус»                                         | Мілан                                                     |  |
| 20:45 CEST        | Алекс 18' 59' Балотеллі 51' Куцка 61' Антонеллі 89' | Протокол | Асамоа 20' Манджукич 27' 50' Погба 65' Дзадза 86' | Стадіон: «Сан-Сіро» Глядачі: 75,393 Суддя: Даніеле Орсато |  |

| 33 тур 17.04.2016 | «Сампдорія»                                 | 0 — 1    | «Мілан»                      | Генуя                                                                 |  |
| 20:45 CEST        | Крстичич 29' Фернандо 72' Де Сільвестрі 74' | Протокол | Бакка 71' Полі 74' Куцка 82' | Стадіон: «Стадіо Луїджі Ферраріс» Глядачі: 21,615 Суддя: Паоло Валері |  |

| 34 тур 21.04.2016 | «Мілан»                   | 0 — 0    | «Карпі»                         | Мілан                                                  |  |
| 21:00 CEST        | Балотеллі 45+3' Алекс 67' | Протокол | Кофі 32' Крімі 45+1' Суагер 86' | Стадіон: «Сан-Сіро» Глядачі: 28,801 Суддя: Марко Гвіда |  |

| 35 тур 25.04.2016 | «Верона»                                           | 2 — 1    | «Мілан»                        | Верона                                                                        |  |
| 17:00 CEST        | Альбертацці 48' Паццині 72' (пен.) Сілігарді 90+5' | Протокол | Менез 21' Сапата 67' Маурі 73' | Стадіон: «Стадіо Маркантоніо Бентегоді» Глядачі: 18,738 Суддя: Марко Ді Белло |  |

| 36 тур 01.05.2016 | «Мілан»                                                   | 3 — 3    | «Фрозіноне»                                                                                       | Мілан                                                   |  |
| 15:00 CEST        | Балотеллі 26' Куцка 45' Бакка 50' Менез 74' Антонеллі 74' | Протокол | Паганіні 2' Саммарко 10' Горі 19' Барді 39' Крагль 44' 45' Руссо 48' Діонізі 54' 55' Прийма 90+1' | Стадіон: «Сан-Сіро» Глядачі: 35,936 Суддя: Давіде Масса |  |

| 37 тур 07.05.2016 | «Болонья»                                                | 0 — 1    | «Мілан»                                                                           | Болонья                                                          |  |
| 20:45 CEST        | Діавара 6', 12' Ойконому 35' да Кошта 39' Джаккеріні 89' | Протокол | Маурі 6' Мексес 16' Бакка 40' (пен.) Бертолаччі 58' Калабрія 63' Романьйолі 90+4' | Стадіон: «Ренато Даль'Ара» Глядачі: 22,544 Суддя: Даніеле Довері |  |

| 38 тур 14.05.2016 | «Мілан»                                                       | 1 — 3    | «Рома»                                | Мілан                                                     |  |
| 20:45 CEST        | Локателлі 21' Мексес 54' Адріану 56' Доннарумма 61' Бакка 86' | Протокол | Салах 19' Ель-Шаараві 59' Емерсон 82' | Стадіон: «Сан-Сіро» Глядачі: 41,571 Суддя: Нікола Ріццолі |  |

### Кубок Італії
| 1/32 фіналу 17.08.2015 | «Мілан»                                      | 2 — 0    | «Перуджа»          | Мілан                                                          |  |
| 21:00 CEST             | Хонда 10' Адріану 28' Антонеллі 36' Полі 77' | Протокол | Ланцафаме 38', 64' | Стадіон: «Сан-Сіро» Глядачі: 23,683 Суддя: Массіміліано Ірраті |  |

| 1/16 фіналу 01.12.2015 | «Мілан»                                                  | 3 — 1 (д.ч.) | «Кротоне»              | Мілан                                                     |  |
| 21:00 CET              | Адріану 47' 109' Маурі 65' Бонавентура 105+1' Ньянг 115' | Протокол     | Будимир 68' Белаша 84' | Стадіон: «Сан-Сіро» Глядачі: 10,229 Суддя: Мікаель Фаббрі |  |

| 1/8 фіналу 17.12.2015 | «Сампдорія»                            | 0 — 2    | «Мілан»                                                                | Генуя                                                                  |  |
| 21:00 CET             | Христодулопулос 49' Зуканович 64', 64' | Протокол | Бертолаччі 5' Мексес 16' Абате 34' Ньянг 50' Де Шильйо 61' Бакка 90+3' | Стадіон: «Стадіо Луїджі Ферраріс» Глядачі: 11,200 Суддя: Доменіко Челі |  |

| Чвертьфінал 13.01.2016 | «Мілан»                                           | 2 — 1    | «Карпі»                         | Мілан                                                           |  |
| 21:00 CET              | Бакка 14' Ньянг 21' 29' Боатенг 66' Монтоліво 77' | Протокол | Лолло 22' Сілва 46' Манкосу 50' | Стадіон: «Сан-Сіро» Глядачі: 12,319 Суддя: Джанпаоло Кальварезе |  |

| Півфінал (перший матч) 26.01.2016 | «Алессандрія»                  | 0 — 1    | «Мілан»              | Турин                                                                      |  |
| 21:00 CET                         | Мореро 43' Сабато 50' Соса 86' | Протокол | Балотеллі 43' (пен.) | Стадіон: «Олімпійський стадіон» Глядачі: 20,605 Суддя: Массіміліано Ірраті |  |

| Півфінал (другий матч) 01.03.2016 | «Мілан»                                                     | 5 — 0 (6 — 0 заг.) | «Алессандрія» | Мілан                                                  |  |
| 21:00 CET                         | Менез 20', 39' Романьйолі 24' Сабато 80' (аг) Балотеллі 89' | Протокол           |               | Стадіон: «Сан-Сіро» Глядачі: 28,202 Суддя: Марко Гвіда |  |

| Фінал 21.05.2016 | «Мілан»                                    | 0 — 1 (д.ч.) | «Ювентус»                                                            | Рим                                              |  |
| 20:45 CEST       | Сапата 50' Хонда 88' Ньянг 101' Маурі 119' | Протокол     | Погба 62' Барцальї 105' Мората 110' 119' К'єлліні 117' Ругані 120+2' | Стадіон: «Стадіо Олімпіко» Суддя: Джанлука Роккі |  |

## Статистика

### Статистика сезону
| Турнір       | Очки | Вдома | Вдома | Вдома | Вдома | Вдома | Вдома | На виїзді | На виїзді | На виїзді | На виїзді | На виїзді | На виїзді | Загалом | Загалом | Загалом | Загалом | Загалом | Загалом | РГ  |
| Турнір       | Очки | І     | В     | Н     | П     | ГЗ    | ГП    | І         | В         | Н         | П         | ГЗ        | ГП        | І       | В       | Н       | П       | ГЗ      | ГП      | РГ  |
| ------------ | ---- | ----- | ----- | ----- | ----- | ----- | ----- | --------- | --------- | --------- | --------- | --------- | --------- | ------- | ------- | ------- | ------- | ------- | ------- | --- |
| Серія A      | 57   | 19    | 9     | 6     | 4     | 28    | 22    | 19        | 6         | 6         | 7         | 21        | 22        | 38      | 15      | 12      | 11      | 49      | 43      | +6  |
| Кубок Італії | -    | 4     | 4     | 0     | 0     | 12    | 2     | 2         | 2         | 0         | 0         | 3         | 0         | 7       | 6       | 0       | 1       | 15      | 3       | +12 |
| Загалом      | -    | 24    | 13    | 6     | 5     | 40    | 25    | 21        | 8         | 6         | 7         | 24        | 21        | 45      | 21      | 12      | 12      | 64      | 46      | +18 |

### Матчі та голи
| №.                          | Поз.     | Нац.       | Гравець               | Всього   | Всього   | Серія А  | Серія А  | Кубок Італії | Кубок Італії |          |          |          |          |          |          |
| №.                          | Поз.     | Нац.       | Гравець               | Ігор     | Голів    | Ігор     | Голів    | Ігор         | Голів        |          |          |          |          |          |          |
| Воротарі                    | Воротарі | Воротарі   | Воротарі              | Воротарі | Воротарі | Воротарі | Воротарі | Воротарі     | Воротарі     | Воротарі | Воротарі | Воротарі | Воротарі | Воротарі | Воротарі |
| --------------------------- | -------- | ---------- | --------------------- | -------- | -------- | -------- | -------- | ------------ | ------------ | -------- | -------- | -------- | -------- | -------- | -------- |
| 1                           | ВР       | Іспанія    | Дієго Лопес           | 9        | -14      | 8        | -14      | 1            | 0            |          |          |          |          |          |          |
| 32                          | ВР       | Італія     | Крістіан Абб'яті      | 6        | -2       | 0+1      | 0        | 5            | -2           |          |          |          |          |          |          |
| 99                          | ВР       | Італія     | Джанлуїджі Доннарумма | 31       | -30      | 30       | -29      | 1            | -1           |          |          |          |          |          |          |
| Захисники                   |          |            |                       |          |          |          |          |              |              |          |          |          |          |          |          |
| 2                           | ЗХ       | Італія     | Маттіа Де Шильйо      | 29       | 0        | 21+1     | 0        | 7            | 0            |          |          |          |          |          |          |
| 5                           | ЗХ       | Франція    | Філіпп Мексес         | 7        | 1        | 4+1      | 1        | 2            | 0            |          |          |          |          |          |          |
| 13                          | ЗХ       | Італія     | Алессіо Романьйолі    | 40       | 1        | 33+1     | 0        | 6            | 1            |          |          |          |          |          |          |
| 15                          | ЗХ       | Бразилія   | Родріго Елі           | 4        | 0        | 1+2      | 0        | 1            | 0            |          |          |          |          |          |          |
| 17                          | ЗХ       | Колумбія   | Крістіан Сапата       | 21       | 1        | 14+2     | 1        | 5            | 0            |          |          |          |          |          |          |
| 20                          | ЗХ       | Італія     | Іньяціо Абате         | 28       | 1        | 27       | 1        | 1            | 0            |          |          |          |          |          |          |
| 31                          | ЗХ       | Італія     | Лука Антонеллі        | 32       | 3        | 25+3     | 3        | 4            | 0            |          |          |          |          |          |          |
| 33                          | ЗХ       | Бразилія   | Алекс                 | 25       | 3        | 24+1     | 3        | 0            | 0            |          |          |          |          |          |          |
| 96                          | ЗХ       | Італія     | Давіде Калабрія       | 8        | 0        | 3+3      | 0        | 2            | 0            |          |          |          |          |          |          |
| Півзахисники                |          |            |                       |          |          |          |          |              |              |          |          |          |          |          |          |
| 4                           | ПЗ       | Італія     | Хосе Маурі            | 10       | 0        | 3+2      | 0        | 2+3          | 0            |          |          |          |          |          |          |
| 10                          | ПЗ       | Японія     | Кейсуке Хонда         | 37       | 2        | 23+7     | 1        | 6+1          | 1            |          |          |          |          |          |          |
| 16                          | ПЗ       | Італія     | Андреа Полі           | 24       | 0        | 4+14     | 0        | 4+2          | 0            |          |          |          |          |          |          |
| 18                          | ПЗ       | Італія     | Ріккардо Монтоліво    | 35       | 0        | 31       | 0        | 2+2          | 0            |          |          |          |          |          |          |
| 27                          | ПЗ       | Словаччина | Юрай Куцка            | 35       | 1        | 25+5     | 1        | 4+1          | 0            |          |          |          |          |          |          |
| 28                          | ПЗ       | Італія     | Джакомо Бонавентура   | 39       | 7        | 31+2     | 6        | 5+1          | 1            |          |          |          |          |          |          |
| 72                          | ПЗ       | Гана       | Кевін-Прінс Боатенг   | 14       | 1        | 1+10     | 1        | 1+2          | 0            |          |          |          |          |          |          |
| 73                          | ПЗ       | Італія     | Мануель Локателлі     | 2        | 0        | 1+1      | 0        | 0            | 0            |          |          |          |          |          |          |
| 91                          | ПЗ       | Італія     | Андреа Бертолаччі     | 30       | 1        | 21+6     | 1        | 2+1          | 0            |          |          |          |          |          |          |
| Нападники                   |          |            |                       |          |          |          |          |              |              |          |          |          |          |          |          |
| 7                           | НП       | Франція    | Жеремі Менез          | 12       | 4        | 2+8      | 2        | 1+1          | 2            |          |          |          |          |          |          |
| 9                           | НП       | Бразилія   | Луїс Адріану          | 29       | 6        | 12+14    | 4        | 3            | 2            |          |          |          |          |          |          |
| 19                          | НП       | Франція    | Мбай Ньянг            | 21       | 8        | 15+1     | 5        | 2+3          | 3            |          |          |          |          |          |          |
| 45                          | НП       | Італія     | Маріо Балотеллі       | 23       | 3        | 8+12     | 1        | 2+1          | 2            |          |          |          |          |          |          |
| 70                          | НП       | Колумбія   | Карлос Бакка          | 43       | 20       | 36+2     | 18       | 4+1          | 2            |          |          |          |          |          |          |
| Гравці, що залишили команду |          |            |                       |          |          |          |          |              |              |          |          |          |          |          |          |
| 8                           | НП       | Іспанія    | Сусо                  | 2        | 0        | 1        | 0        | 1            | 0            |          |          |          |          |          |          |
| 11                          | НП       | Італія     | Алессіо Черчі         | 15       | 0        | 8+5      | 0        | 1+1          | 0            |          |          |          |          |          |          |
| 23                          | ПЗ       | Італія     | Антоніо Ночеріно      | 3        | 0        | 1+1      | 0        | 1            | 0            |          |          |          |          |          |          |
| 34                          | ПЗ       | Нідерланди | Найджел де Йонг       | 6        | 0        | 5        | 0        | 1            | 0            |          |          |          |          |          |          |

Джерело: Матчі сезону

### Бомбардири
| №       | Позиція | Номер   | Гравець             | Серія А | Кубок Італії | Загалом |
| ------- | ------- | ------- | ------------------- | ------- | ------------ | ------- |
| 1       | НП      | 70      | Карлос Бакка        | 18      | 2            | 20      |
| 2       | НП      | 19      | Мбай Ньянг          | 5       | 3            | 8       |
| 3       | ПЗ      | 28      | Джакомо Бонавентура | 6       | 1            | 7       |
| 4       | НП      | 9       | Луїс Адріану        | 4       | 2            | 6       |
| 5       | НП      | 7       | Жеремі Менез        | 2       | 2            | 4       |
| 6       | ЗХ      | 33      | Алекс               | 3       | 0            | 3       |
| 6       | НП      | 45      | Маріо Балотеллі     | 1       | 2            | 3       |
| 6       | ЗХ      | 31      | Лука Антонеллі      | 3       | 0            | 3       |
| 9       | ПЗ      | 10      | Кейсуке Хонда       | 1       | 1            | 2       |
| 10      | ЗХ      | 5       | Філіпп Мексес       | 1       | 0            | 1       |
| 10      | ЗХ      | 13      | Алессіо Романьйолі  | 1       | 0            | 1       |
| 10      | ЗХ      | 17      | Крістіан Сапата     | 1       | 0            | 1       |
| 10      | ЗХ      | 20      | Іньяціо Абате       | 1       | 0            | 1       |
| 10      | ПЗ      | 27      | Юрай Куцка          | 1       | 0            | 1       |
| 10      | ПЗ      | 72      | Кевін-Прінс Боатенг | 1       | 0            | 1       |
| 10      | ПЗ      | 91      | Андреа Бертолаччі   | 1       | 0            | 1       |
| Автогол | Автогол | Автогол | Автогол             | 0       | 1            | 1       |
| Загалом | Загалом | Загалом | Загалом             | 49      | 15           | 64      |

### Сухі матчі
| No.     | Номер   | Гравець               | Серія А | Кубок Італії | Загалом |
| ------- | ------- | --------------------- | ------- | ------------ | ------- |
| 1       | 99      | Джанлуїджі Доннарумма | 11      | 0            | 11      |
| 2       | 32      | Крістіан Абб'яті      | 1       | 3            | 4       |
| 3       | 1       | Дієго Лопес           | 0       | 1            | 1       |
| Загалом | Загалом | Загалом               | 11      | 4            | 15      |

### Дисциплінарні порушення
| No.     | Позиція | Гравець               | Серія А | Серія А      | Серія А | Кубок Італії | Кубок Італії | Кубок Італії | Загалом | Загалом      | Загалом |
| No.     | Позиція | Гравець               | ЖК      | YK · YK · RK | RK      | ЖК           | YK · YK · RK | RK           | ЖК      | YK · YK · RK | RK      |
| ------- | ------- | --------------------- | ------- | ------------ | ------- | ------------ | ------------ | ------------ | ------- | ------------ | ------- |
| 1       | ВР      | Дієго Лопес           | 1       | 0            | 0       | 0            | 0            | 0            | 1       | 0            | 0       |
| 2       | ЗХ      | Маттіа Де Шильйо      | 3       | 0            | 0       | 1            | 0            | 0            | 4       | 0            | 0       |
| 4       | ПЗ      | Хосе Маурі            | 2       | 0            | 0       | 2            | 0            | 0            | 4       | 0            | 0       |
| 5       | ЗХ      | Філіпп Мексес         | 4       | 0            | 0       | 1            | 0            | 0            | 5       | 0            | 0       |
| 7       | НП      | Жеремі Менез          | 1       | 0            | 0       | 0            | 0            | 0            | 1       | 0            | 0       |
| 9       | НП      | Луїс Адріану          | 4       | 0            | 0       | 1            | 0            | 0            | 5       | 0            | 0       |
| 10      | ПЗ      | Кейсуке Хонда         | 2       | 0            | 0       | 1            | 0            | 0            | 3       | 0            | 0       |
| 13      | ЗХ      | Алессіо Романьйолі    | 8       | 1            | 0       | 0            | 0            | 0            | 8       | 1            | 0       |
| 15      | ЗХ      | Родріго Елі           | 1       | 1            | 0       | 0            | 0            | 0            | 1       | 1            | 0       |
| 16      | ПЗ      | Андреа Полі           | 1       | 0            | 0       | 1            | 0            | 0            | 2       | 0            | 0       |
| 17      | ЗХ      | Крістіан Сапата       | 4       | 0            | 0       | 1            | 0            | 0            | 5       | 0            | 0       |
| 18      | ПЗ      | Ріккардо Монтоліво    | 5       | 0            | 0       | 1            | 0            | 0            | 6       | 0            | 0       |
| 19      | НП      | Мбай Ньянг            | 1       | 0            | 0       | 2            | 0            | 0            | 3       | 0            | 0       |
| 20      | ЗХ      | Іньяціо Абате         | 7       | 0            | 0       | 1            | 0            | 0            | 8       | 0            | 0       |
| 27      | ПЗ      | Юрай Куцка            | 11      | 0            | 0       | 0            | 0            | 0            | 11      | 0            | 0       |
| 28      | ПЗ      | Джакомо Бонавентура   | 8       | 0            | 0       | 0            | 0            | 0            | 8       | 0            | 0       |
| 31      | ЗХ      | Лука Антонеллі        | 2       | 0            | 0       | 1            | 0            | 0            | 3       | 0            | 0       |
| 33      | ЗХ      | Алекс                 | 5       | 0            | 0       | 0            | 0            | 0            | 5       | 0            | 0       |
| 34      | ПЗ      | Найджел де Йонг       | 0       | 0            | 1       | 0            | 0            | 0            | 0       | 0            | 1       |
| 45      | НП      | Маріо Балотеллі       | 6       | 0            | 0       | 0            | 0            | 0            | 6       | 0            | 0       |
| 70      | НП      | Карлос Бакка          | 2       | 0            | 0       | 0            | 0            | 0            | 2       | 0            | 0       |
| 72      | ПЗ      | Кевін-Прінс Боатенг   | 1       | 0            | 0       | 1            | 0            | 0            | 2       | 0            | 0       |
| 73      | ПЗ      | Мануель Локателлі     | 1       | 0            | 0       | 0            | 0            | 0            | 1       | 0            | 0       |
| 91      | ПЗ      | Андреа Бертолаччі     | 6       | 0            | 0       | 1            | 0            | 0            | 7       | 0            | 0       |
| 96      | ЗХ      | Давіде Калабрія       | 4       | 0            | 0       | 0            | 0            | 0            | 4       | 0            | 0       |
| 99      | ВР      | Джанлуїджі Доннарумма | 3       | 0            | 0       | 0            | 0            | 0            | 3       | 0            | 0       |
| Загалом | Загалом | Загалом               | 91      | 2            | 1       | 16           | 0            | 0            | 107     | 2            | 1       |